# Saint-Moïse
Saint-Moïse es un municipio parroquial canadiense situado en la provincia de Quebec.

## Superficie
Saint-Moïse tiene una superficie de 109,8 km².

## Demografía
En 2021, tenía 542 habitantes, una densidad poblacional de 4,9 hab./km², y 324 viviendas.